# 陳紀瀅
陳紀瀅（1908年—1997年），河北安國人，台灣作家，反共小說的代表人物之一。

## 生平
陳紀瀅生於河北省安國縣。1922年到保定讀中學。1927年大學預科畢業，考入哈爾濱吉黑郵政管理局，在南岡總局、五道街、長春、火車郵局、滿州里一等局等郵政機構任職5年，同時入哈爾濱法政大學夜間部學習法律與經濟課程，並開始寫作。1931年年底，接受天津《大公報》之聘，擔任东北秘密通訊員工作，從1932年撤退回上海，一面在郵局工作，一面從事新聞和創作。1933年，奉《大公報》之命秘密回東北採訪。12月，在《大公報》發表《東北勘察記》。1934年回上海，結交1930年代各種文化人。1935年2月，去武漢，與趙惜夢、丁浣非、孔羅蓀等共同創辦《大光報》，主編綜合性副刊《別墅》。
1937年10月，回《大公報》，擔任副刊編輯、記者、特派員等職。1938年首次去天山。1940年、1942年又兩次去天山。1940年曾去蘇聯開會。 8月，遊記《新疆鳥瞰》由商務印書館出版。1945年1月，小說《新中國幼苗的成長》由重慶建中出版社出版。當選為國民參政會參政員。1946年5月1日，辭去《大公報》職務。
抗戰勝利後，在東北當接收大員，以郵政儲金匯業局東北等局五委員之一的名義到達長春，被任命為哈爾濱市府文化委員主任委員。調任北京郵匯局副經理。1947年1月初版小說《春芽》。1948年升任鄭州郵匯局經理。4月，被選為國民黨立法委員。7月，調任瀋陽郵匯局經理。1949年1月，由上海至廣西桂林，籌設並任郵匯局經理。8月，離桂林去台灣台北。
1949年12月，離開郵匯局，專任立法委員。至此開始了其創作鼎盛期。文學活動的參與上，與張道藩、王平陵、王藍等人成立中國文藝協會，擔任常務理事長達25年，以實質領導人身份主持該會。也參與中華文藝獎金委員會的成立工作。陳紀瀅在1950年代台灣的反共文學運動發展中，扮演著重要角色。
陳紀瀅於1944年、1960年分別獲教育部文學獎，1983年榮獲美國加州世界開明大學文學系博士學位。

## 作品
作品包括遊記《歐陽剪影》（1950）、《美國訪問》（1964）、《西班牙一瞥》、《歐洲眺望》、《西德小駐》（1968）、《瞭解琉球》（1969），散文集《寄海外寧兒》（1950）、《夢真記》（1951）、《藍天》（1954）， 小說《荻村傳》(1951)、《赤地》（1955）、《賈雲兒前傳》（1956）、《華夏八年》（1960）、《華裔錦冑》（1979），論著《文藝新里程》（1956）、《百年來中國文藝的發展》（1958）、《常青藤盟校及其他》、《美國的新聞事業》、《美國的圖書館》、《美國的博物館與陳列館》、《時代雜誌四十年》、《讀者文摘是怎樣辦起來的》、《普林斯頓大學蓋斯特東方收藏》（1965）、《文藝運動二十五年》（1975），傳記《報人張季鸞》（1957）、《齊如老與梅蘭芳》（1967）、《白霜湧路》（1969），傳記《我的郵員與記者生活》（1988）等。